# USS Palau (CVE-122)

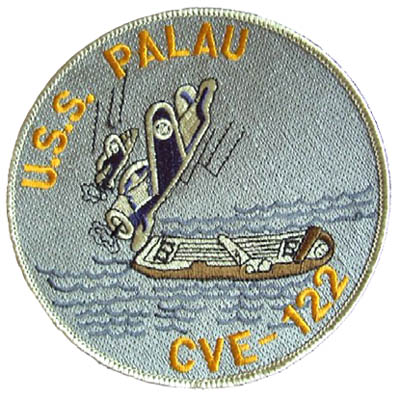
Insignia del USS Palau.

El USS Palau (CVE-122) fue un portaaviones de la clase Commencement Bay fue construido en los Astilleros de Todd-Pacífico Inc., Tacoma  y botado el 6 de agosto de 1945, recibiendo su primera asignación en enero del año siguiente cuando tuvo que colaborar en tareas relacionadas con la desmovilización de posguerra.
Tras esta primera asignación permanecería en disponibilidad en la base de Norfolk hasta mayo de 1947, Tras efectuar maniobras de entrenamiento en el Caribe, emprendió un periplo por Sudamérica y África, para posteriormente colaborar en una operación en el Mediterráneo bajo un convenio de ayuda con Turquía.

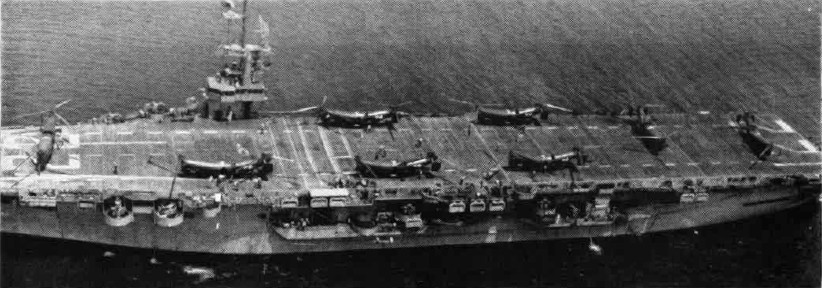
El USS Palau con helicópteros Piasecki HRP-1 en cubierta en 1951.

A su regreso a la costa este de EE. UU. sería asignado en noviembre de 1949 para participar de una expedición científica en el Caribe que involucraría el lanzamiento de varios globos Skyhook desde la cubierta del buque, navegando en un área al sureste del estrecho de Jamaica. El objetivo de la expedición era efectuar estudios de rayos cósmicos para varias universidades de los Estados Unidos, estando las operaciones de lanzamiento de globos a cargo de General Mills. La expedición fue continuación a otra misión similar a la que se había realizado a principios de ese año en la misma zona, pero utilizando otro portaaviones, el USS Saipan.
El Palau permanecería operando entre el Caribe y la costa este de EE. UU. hasta 1952 en que efectuaría una operación en el Mediterráneo junto a la 6.ª flota. En 1953, mientras se consideraba su retiro de la flota, efectuó un último viaje de transporte de aviones a Yokosuka. A su retorno, entró en  el Astillero Naval de Filadelfia y fue dado de baja el 16 de junio de 1954. Amarrado con el Grupo de Filadelfia, la Flota de la Reserva Atlántica, el Palau seguía asignado a esa flota y fue redesignado como AKV-22 el 7 de mayo de 1959 con la misión de transporte de aviones, hasta que fue dado de baja el 1 de abril de 1960 y vendido para desguace el 13 de julio de 1960 a la firma Jacques Pierot Jr. and Sons, de Nueva York.
El buque fue desguazado en Sestao y una de las cúpulas metálicas de sus baterías antiaéreas fue reutilizada en 1961 para construir el pequeño refugio de montaña-vivac de Cabaña Verónica, en el Macizo Central de los Picos de Europa (Cantabria, España).